# Rainer Böhme

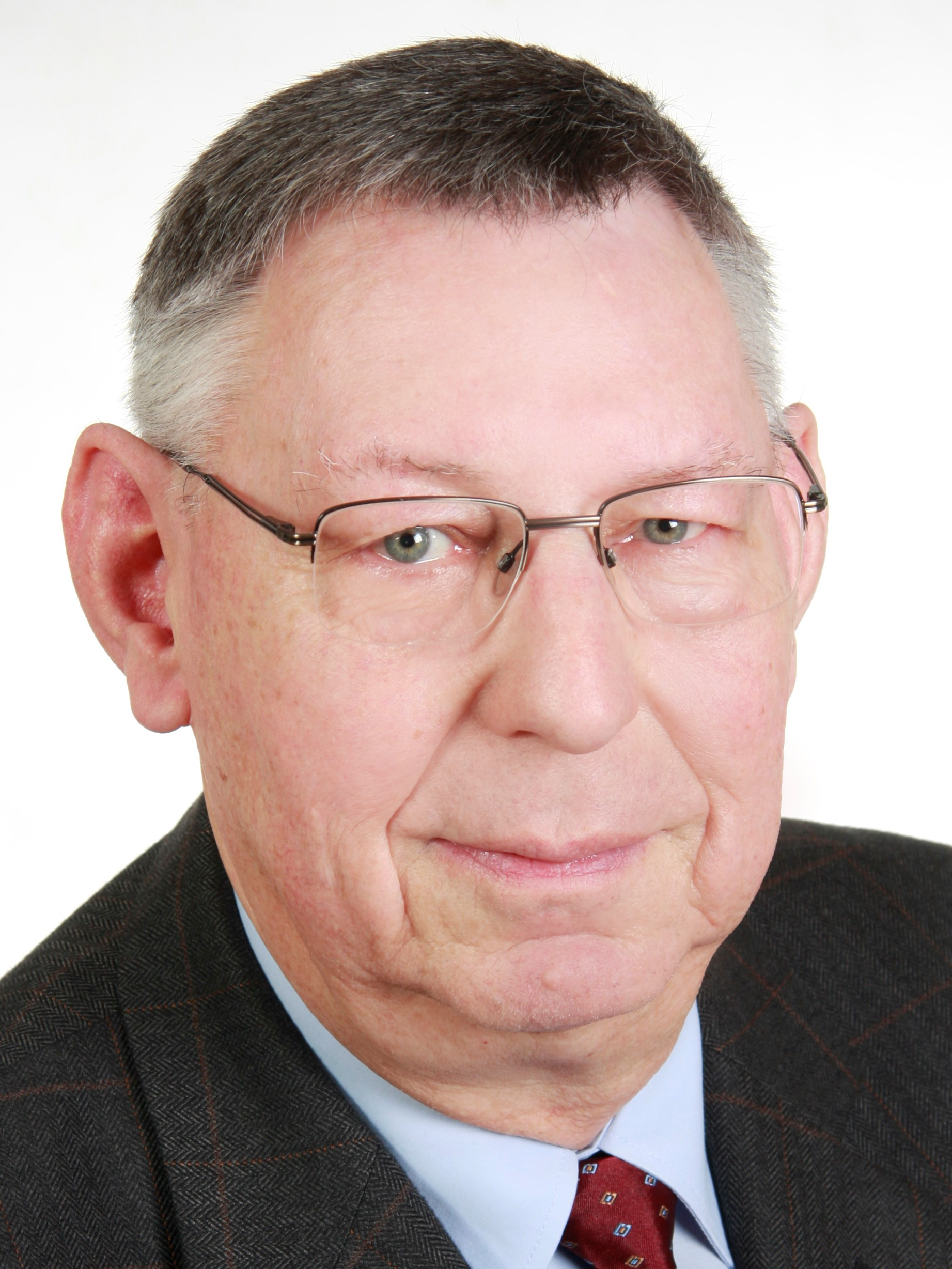
Rainer Böhme, 2010

Rainer Böhme (* 4. August 1943 in Wolfsburg) ist ein deutscher Militärwissenschaftler und ehemaliger Oberst der Nationalen Volksarmee (NVA) der Deutschen Demokratischen Republik sowie Übersetzer und Herausgeber.
Er war Hochschullehrer für Militärwissenschaft und Leiter eines Lehrstuhls an der Militärakademie „Friedrich Engels“ (1987–1990) in Dresden und davor seit 1965 Berufsoffizier der NVA.

## Leben

### Herkunft und Ausbildung
Rainer Böhme wuchs nach dem frühen Tod des Vaters (1946) bei der Mutter auf und besuchte ab Ostern 1949 die Volksschule in Wolfsburg  bis Mitte der vierten Klasse. Der Wohnsitzwechsel in die sächsische Heimat der Familie brachte im Herbst 1952 die Fortsetzung der Grundschulausbildung (4.–8. Klasse) in Frankenberg/Sachsen. Danach folgte 1957 die Aufnahme als Internatsschüler an die (Erweiterte) Oberschule, die er 1961 mit dem Abitur abschloss.
Mit einer Zweijahres-Verpflichtung wurde er im August 1961 Angehöriger der NVA. Nach der Verpflichtung als Berufssoldat wurde Rainer Böhme ab August 1962 an der Offiziersschule Mot.-Schützen-II in Frankenberg/Sa. und ab 1963 an der Offiziersschule der Landstreitkräfte in Löbau zum Offizier ausgebildet. Nach dreijährigem Studium erhielt er 1965 die Ernennungsurkunde zum ersten Offiziersdienstgrad als Mot.-Schützen-Zugführer.

### Laufbahn im Truppen- und Stabsdienst
In den Jahren 1965 bis 1972 diente Rainer Böhme in Aufklärungseinheiten als Zugführer, Kompaniechef und Stellvertreter Stabschef Bataillon.
Ab 1972 absolvierte er ein dreijähriges Direktstudium für Truppenkommandeure der operativ-taktischen Führungsebene an der Militärakademie „Friedrich Engels“ (MAFE) der NVA in Dresden, das er an der Sektion Landstreitkräfte als Diplom-Militärwissenschaftler (Dipl. rer. mil.) 1975 abschloss.
Anschließend war er in der 11. Mot.-Schützendivision (MSD) der NVA als Stellvertreter des Regimentskommandeurs und Stabschef, als Leiter Aufklärung, als Stellvertreter Stabschef/Leiter Unterabteilung Operativ sowie als Stellvertreter des Kommandeurs und Stabschef der Division eingesetzt.
Von 1984 bis 1986 erhielt Rainer Böhme mit dem Studium an der Militärakademie des Generalstabes der Streitkräfte der UdSSR in Moskau eine operativ-strategische Kommandeursausbildung, die er 1986 als Oberst der NVA mit dem Diplom als Gesellschaftswissenschaftler (Dipl.-Ges.) abschloss. Dem folgte der einjährige Einsatz als Stellvertreter des Kommandeurs und Stabschef der 11. MSD.

### Tätigkeit an der Militärakademie
Ab September 1987 wurde Rainer Böhme an der Militärakademie „Friedrich Engels“ der NVA in Dresden in die Funktion Leiter des Lehrstuhls Allgemeine Operative Kunst in der Sektion Landstreitkräfte eingesetzt.
Im November 1987 wurde er als Mitglied des Wissenschaftlichen Rates der Militärakademie „Friedrich Engels“ berufen.
Als Lehrstuhlleiter erhielt er die Verantwortung für die Gestaltung von Lehre und Forschung auf dem Gebiet Kriegskunst (speziell im Bereich des operativ-strategischen Handelns) und für die Fachgruppe Militärgeographie. Beides war unter den Festlegungen der neuen Militärdoktrin der Koalition (vom Mai 1987), d. h. zur strategischen Verteidigung zu leisten.
Der Personaleinsatz als Hochschullehrer war verbunden mit seiner persönlichen Lehrbefugnis Venia legendi für die teilstreitkraftübergreifende Operative Ausbildung an der Militärakademie. Nach einem zweijährigen berufsbegleitenden postgradualen Studium der Hochschulpädagogik (1987–1989) erhielt er anschließend die Facultas Docendi für Militärwissenschaft/Kriegskunst im September 1989.
Anfang Februar 1990 wurde er in den Interdisziplinären Wissenschaftsbereich Sicherheit (IWBS) an der Militärakademie „Friedrich Engels“ berufen.
Unter seiner Leitung bereitete 1990 eine Arbeitsgruppe die Gründung eines Lehrstuhls Militärökologie an der Militärakademie vor.
Im August 1990 schloss Rainer Böhme seine berufsbegleitende außerplanmäßige Aspirantur zu sicherheitspolitischen Problemen mit seiner Dissertation ab, und wurde mit deren erfolgreicher Verteidigung im September 1990 zum Doktor der Militärwissenschaft (Dr. rer. mil.) an der Militärakademie Dresden promoviert.
Im Zuge der Herstellung der Einheit Deutschlands wurde Rainer Böhme ab 3. Oktober 1990 als Oberst in der Bundeswehr zunächst weiterverwendet und am 31. Dezember 1990 mit Auflösung der Militärakademie Dresden aus dem Dienstverhältnis entlassen.

### Weiteres Berufsleben (1991–2018)
Nach seiner Entlassung aus dem Militärdienst konnte Rainer Böhme eine postgraduale Weiterbildung (1991–1992) im Wirtschaftsmanagement abschließen und war danach Kaufmännischer Leiter und Geschäftsführer einer Textilgewerbe-GmbH in Dresden.
Im Jahr 1996 nahm er seine selbstständige, freiberufliche Dozententätigkeit für Betriebswirtschaftslehre, Rechnungswesen/Controlling und Unternehmensführung auf, darunter im IHK-Bildungszentrum Dresden und in der Dresden International University, die er nach 22 Ausbildungs-/Studienjahrgängen schließlich 2018 beendete.

### Publizistisches Wirken zur Sicherheitspolitik
Seit Anfang der 1980er Jahre publizierte Rainer Böhme zu militärwissenschaftlichen Problemen der Truppenpraxis.
Im Februar 1990 wurde er in den Interdisziplinären Wissenschaftsbereich Sicherheit[spolitik] (IWBS) an der Militärakademie berufen. Dessen Arbeitsergebnisse, darunter seine eigenen Beiträge, wurden in der Schriftenreihe der Militärakademie Arbeitspapiere IWBS im In- und Ausland publiziert.
Im Oktober 1990 war Rainer Böhme Gründungsmitglied der Dresdener Studiengemeinschaft Sicherheitspolitik e. V. (DSS), der auf die wissenschaftlich-editorische Eigenständigkeit für circa 125 Ausgaben der Schriftenreihe der Studiengemeinschaft DSS-Arbeitspapiere bis 2016 gerichtet war. An diesen war Rainer Böhme mit eigenen Beiträgen, Übersetzungen, redaktionellen Arbeiten und deren Archivierung auf dem Dokumenten- und Publikationsserver Qucosa beteiligt. Seit 2017 ist Rainer Böhme Herausgeber der „Dresdener Gesammelten Kommentare zur Sicherheitspolitik“ (DGKSP) als E-Book-Schriftenreihe (DGKSP-Diskussionspapiere) und wirkt publizistisch als Übersetzer zu aktuellen sicherheitspolitischen Problemen; bei WeltTrends – Das außenpolitische Journal ist er Mitglied in dessen wissenschaftlichem Beirat und publiziert dort ebenfalls.

## Würdigung
- 1988 Kampforden für Verdienste um Volk und Vaterland (DDR), in Bronze.